# Голубево (Порховский район)
Голубево — деревня в Порховском районе Псковской области. Входит в состав сельского поселения «Славковская волость».
Расположена на юге района, в 37 км к юго-западу от райцентра Порхова.
Численность населения деревни на 2000 год составляла 10 жителей. В январе 2021 года численность населения составляет 0 жителей.
Деревня расположена в 3х километрах от поселка Славковичи. К одному краю деревни подходит мелководная река Петенка, впадающая в Череху. До революции в деревне была своя церковь.